# Lockwood (comté d'Amador, Californie)
Pour les articles homonymes, voir Lockwood.
Lockwood est une census-designated place du comté d'Amador, dans l'État de Californie, aux États-Unis,. En 2020, elle compte une population de 495 habitants.